# Femikseta
Femikseta je godišnja kompilacija pesama čiju su muziku i/ili tekst pisale žene iz Srbije, i čini deo Projekta Femix, koji za cilj ima promovisanje i podršku umetnicama.
Feministički umetnički projekti i feministički aktivizam sreću se najčešće u civilnom sektoru, pa je tako i ovaj projekat nastao kao program podrške višestruko ugroženim grupama i zasniva se na otvorenosti, senzibilitetu i posvećenosti umetnica i stvaralačkih aktivistkinja uprkos lošim uslovim rada i izostanku podrške okruženja. U ovakvim programima podrške i edukacije koji su senzibilisani za feminističke prakse u kulturi, teže rodnoj ravnopravnosti i pružaju značajnije prilike i prostor ženskom i feminističkom stvaralaštvu, autorka Tijana Nikolić nalazi značajan kvalitet i potencijal za doprinos domaćoj onlajn, i oflajn kulturnoj sceni.
Femikseta se objavljuje od 2010. godine. Femikseta je nekomercijalna kompilacija pesama od kojih su neke objavljene na izdanjima drugih izdavača. Organizatori projekta ne poseduju autorska prava na pesme sa Femksete, a pesme su uvršćene na kompilaciju uz saglasnost autora. Za kompilaciju prihvataju se autorska dela kantautorki, autorki instrumentalne muzike ili bendova sa ženskim učešćem iz Srbije i regiona. Femikseta je do sada objavila pesme domaćih bendova i muzičarki, od kojih je veliki broj nastavilo rad i izgradilo karijere u Srbiji i regionu - ZAA, Repetitor, Sajsi MC, Lollobrigida, Luna Škopelja, Ana Ćurčin, Zemlja Gruva, Kezz, Bitipatibi, Ksenija Komljenović, Sana Garić, Weird Fishes, Mish, Nataleé, ZHIVA, Gorica & The Grooveheadz, Rihter, Grizete, KIKA, Škofja Loka i mnoge druge.
Svih deset izdanja mogu se slušati preko bandcamp stranice Femiksete.
Muzičarke iz Srbije i regiona učestvuju kao selektorke pri odabiru pesama za svako izdanje Femiksete. Među njima su Ida Prester, Ana Đurović Konstrakta, Bojana Vunturišević, Ana Radonjić (Zoe Kida), Ana Ćurčin i Milena Milutinović, kao i predstavnice Femix tima: Katarina Mitić Minić, Ana Janković i Selena Simić.
Svake godine se izrada idejnog rešenja za omot Femiksete poverava nekoj drugoj umetnici među kojima su: Milica Mrvić (2013), Aleksandra Ninković (2014), Natalia Zwick (2016), Maja Goročinska (2020), Anđela Janković (2021), Andrijana Vešović - Zombijana (2022), Javorka Đurić - Maple Things (2023) i Jana Adamović (2024).
Izdanje ovog tipa nije bilo praksa još od 1994. godine, kada je beogradska muzička kuća “Komuna” izdala kompilaciju “pevačica i ženskih grupa” pod nazivom “Volim, volim, volim žene,” (naziv po pesmi “Riblje čorbe”) koja je obuhvatala 14 numera žanrova bit, novi talas, pop rok, fank rok i sintpop, uključujući pesme Sanjalica, Josipe Lisac, Zdenke Kovačiček & Mladi Levi, Mora, Zane, Xenia-e, Slađane Milošević, Bebi Dol, Denis & Denis, Boja, Kakadu luk-a, Viktorije, Stijena i Oktobra 1864. U narednih 9 kompilacija iz serije prosečno na jednoj pesmi je učestvovala žena, što je jedan od pokazatelja nesrazmerno malog i neopravdano zanemarenog doprinosa žena na rok i pop rok sceni u Jugoslaviji. 

## Spoljašnje veze
- Zvanični veb-sajt Femix-a
- Femikseta na zvaničnom veb-sajtu Femixa
- Femikseta na Discogs
- Femikseta na Bandcamp
- Instagram profil projekta Femix
- Facebook profil projekta Femix
- Youtube kanal projekta Femix